# Vulpești, Argeș
Vulpești este satul de reședință al comunei Buzoești din județul Argeș, Muntenia, România.
Acesta se afla la 10 km de Costești și 32 km de Pitești.